# Rússia no Festival Eurovisão da Canção
A Rússia é um país com bom historial no Festival Eurovisão da Canção, tendo tido sempre presença constante no top 10. No entanto, é um país que, em termos políticos, teve sempre envolvido em polémica. 
Devido à polémica estabelecida pelo facto da cantora da Rússia ter sido expulsa do concurso, por ter viajado ilegalmente para a Crimeia, a 13 de abril de 2017, a Rússia decidiu anunciar a sua retirada do Festival Eurovisão da Canção 2017.
A 25 de fevereiro de 2022, seguindo a Invasão da Ucrânia pela Rússia em 2022 e pelo aumento dos protestos por parte de outros países participantes, a UER anunciou que a Rússia estaria excluída do Festival Eurovisão da Canção 2022. No dia seguinte, todas as emissoras russas membro da UER, incluindo a VGTRK e a Piervy Kanal, anunciaram a retirada da união, contudo, a UER ainda não tinha recebido confirmação. A 1 de março, num segundo comunicado, a UER anunciou que iria suspender todos os membros russos da sua estrutura executiva. A 26 de maio, a UER tornou efetiva a suspensão dos membros russos, tendo a Rússia perdido os direitos de transmissão e participação para eventos futuros da Eurovisão.

## Galeria

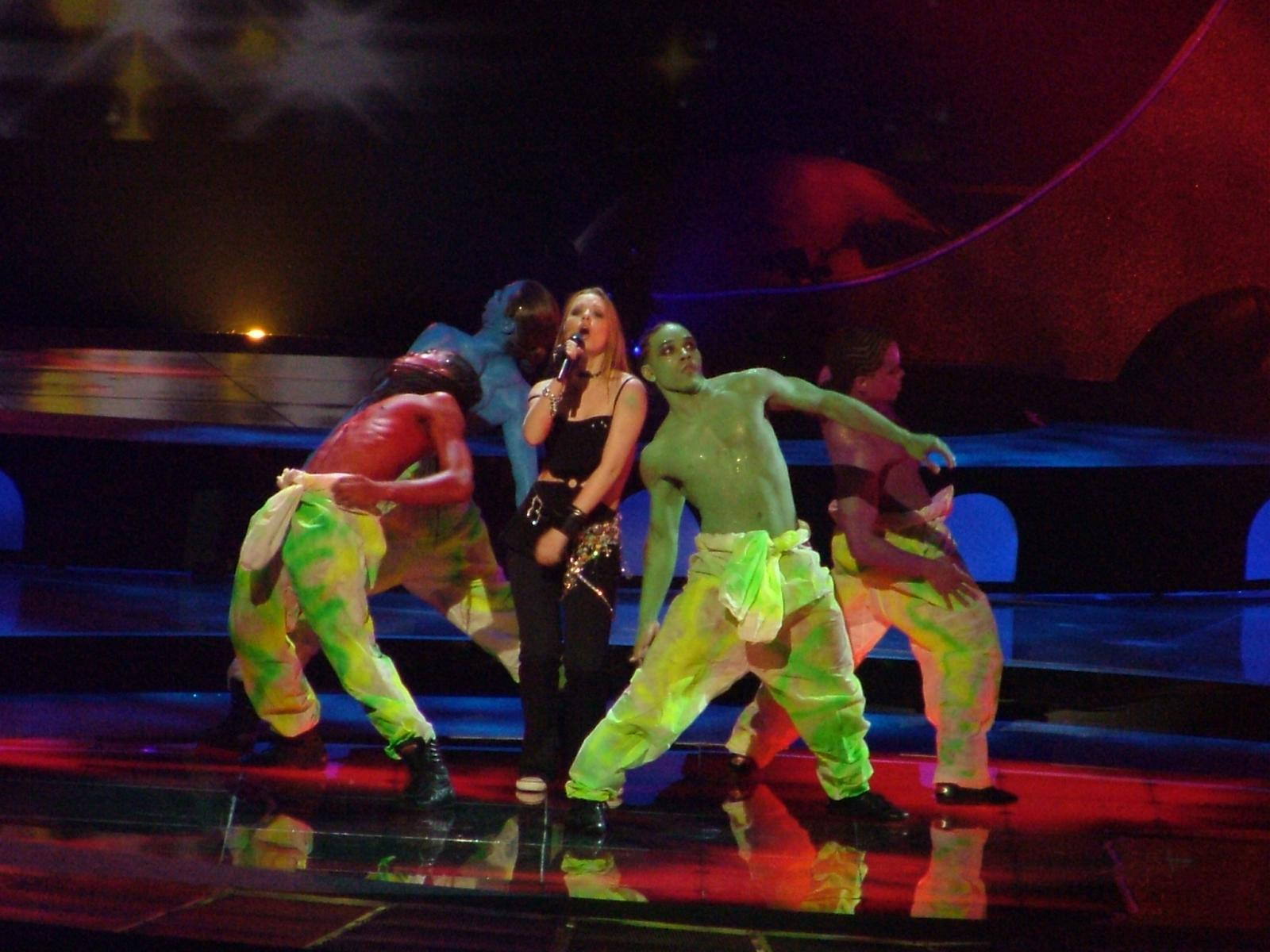
Julia Savicheva em Istambul (2004)
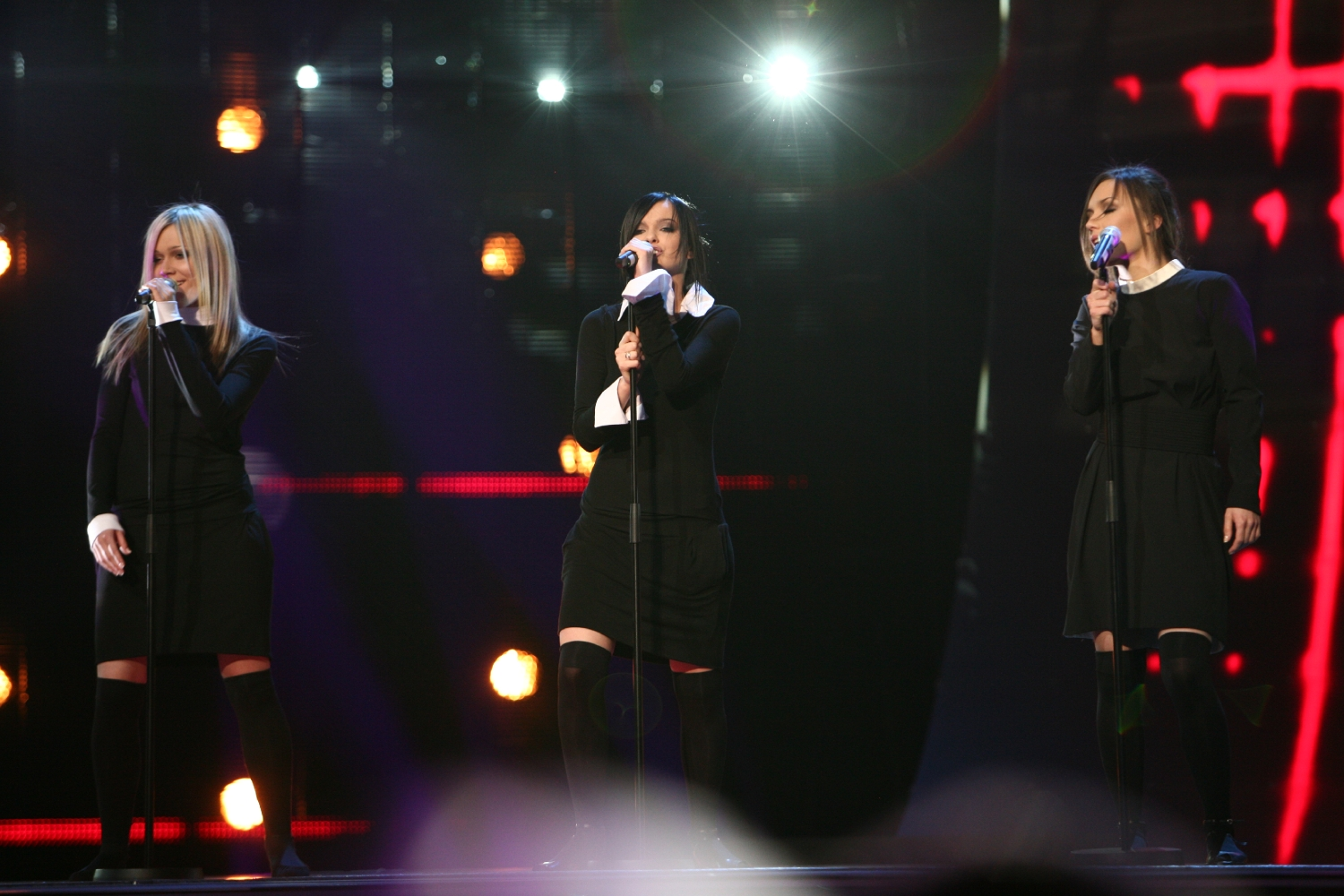
Serebro em Helsínquia (2007)
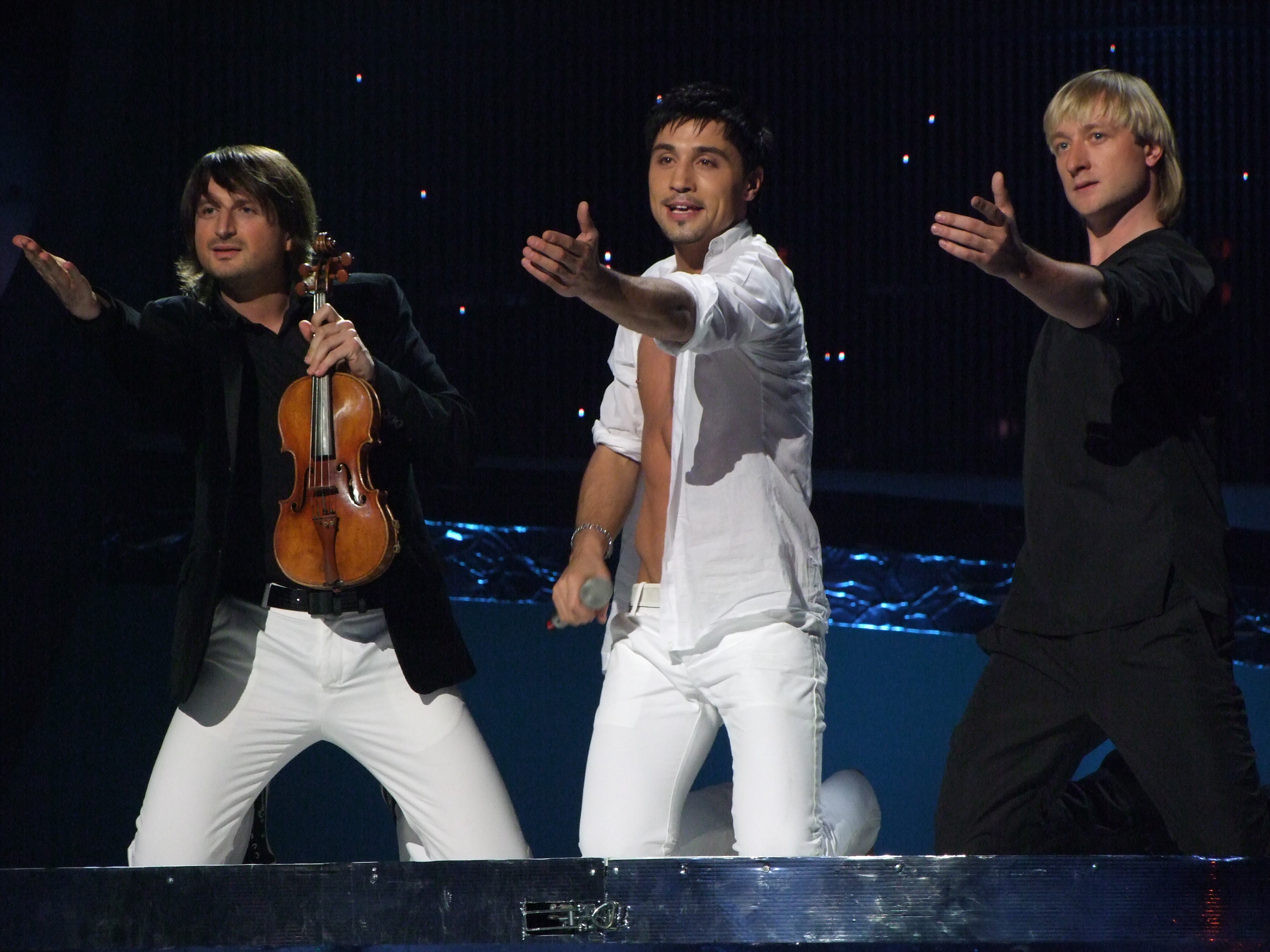
Dima Bilan em Belgrado (2008)
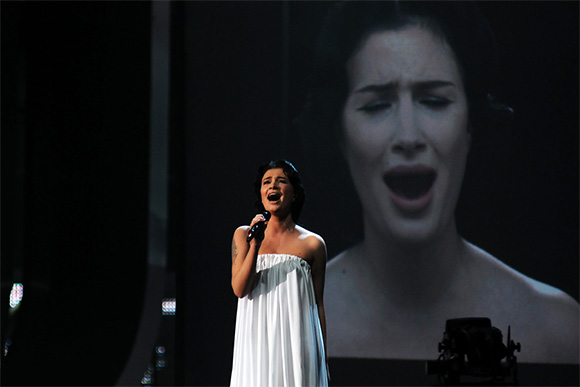
Anastasiya Prikhodko em Moscovo (2009)
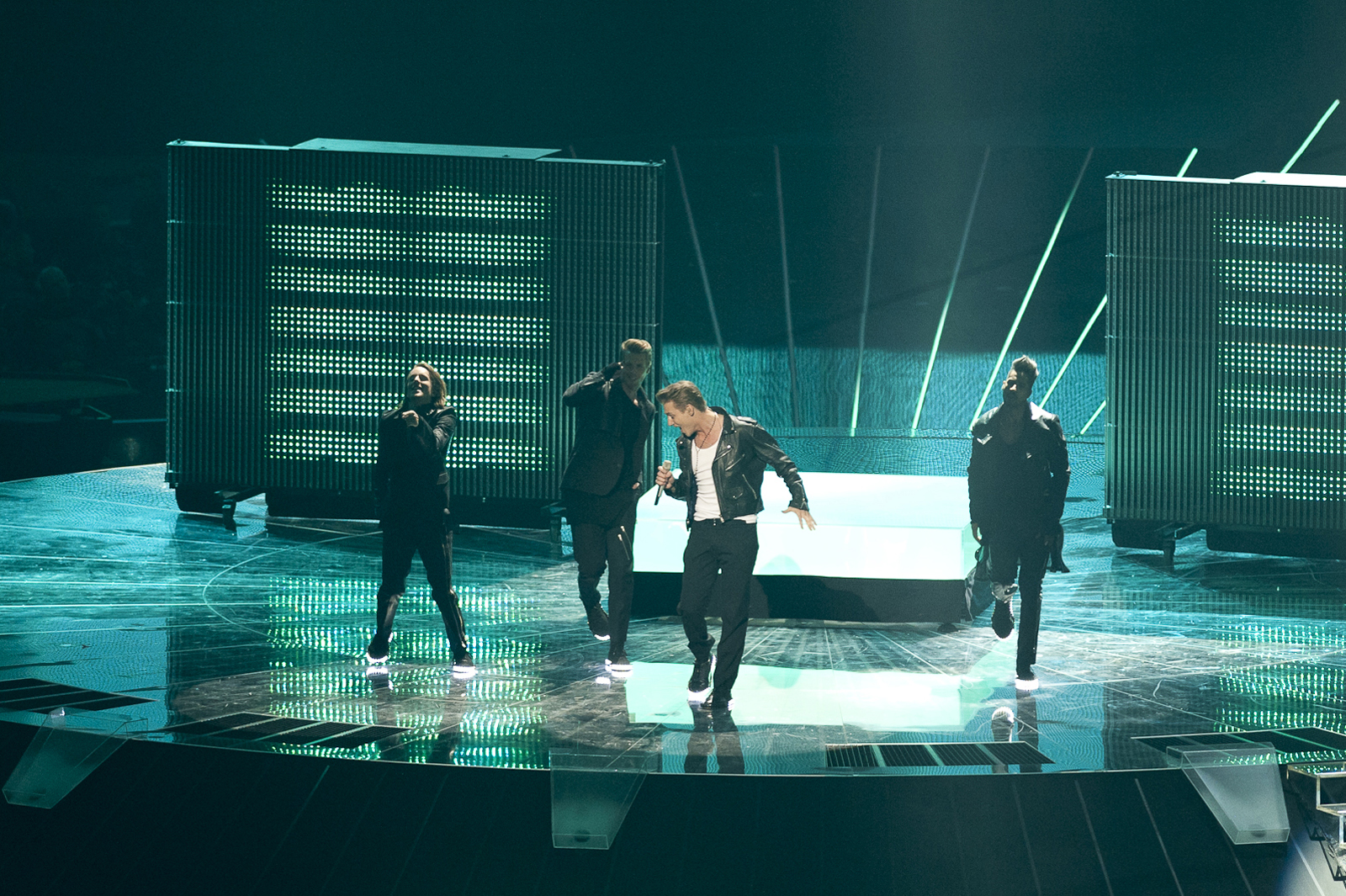
Alex Vorobyov em Düsseldorf (2011)
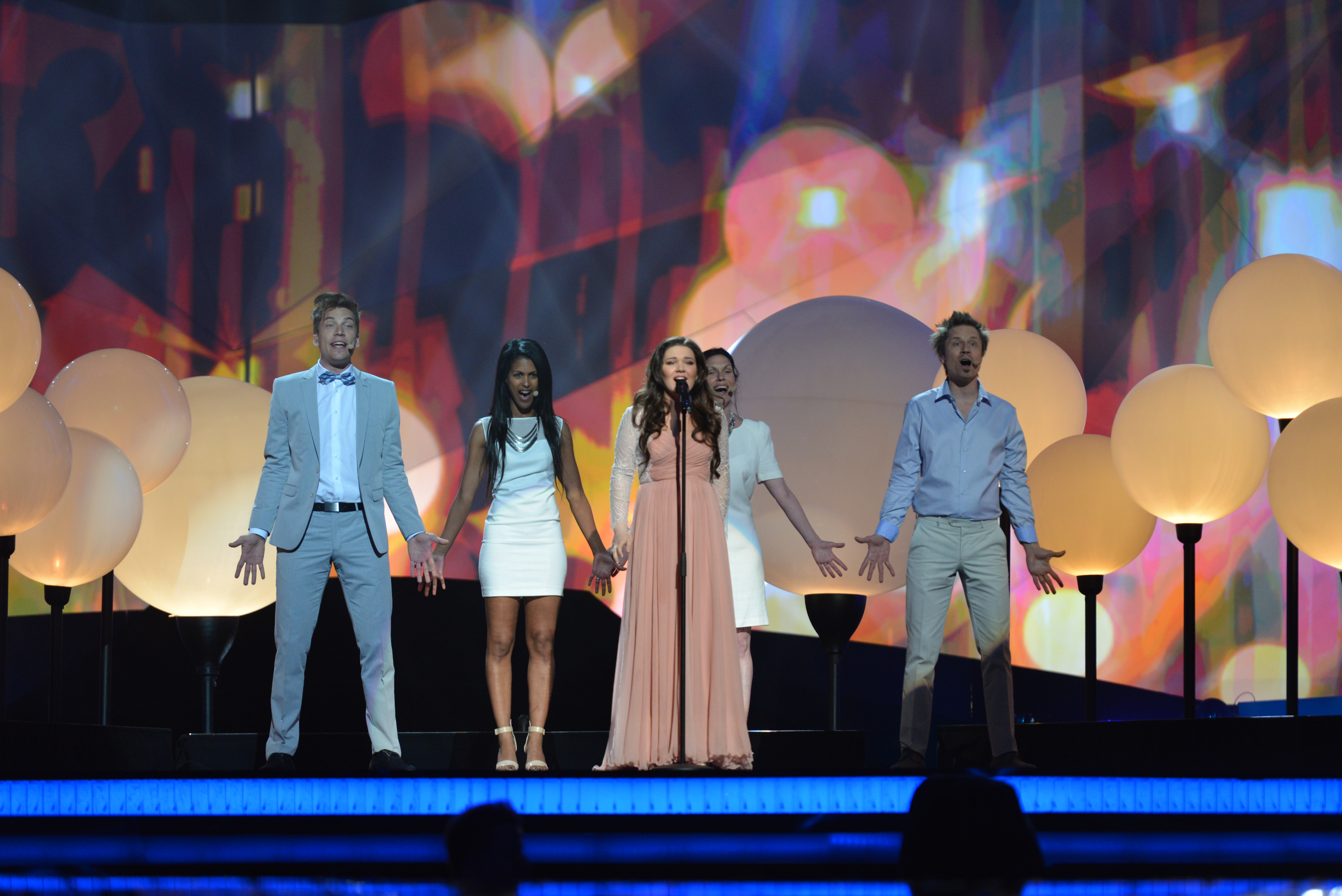
Dina Garipova em Malmö (2013)
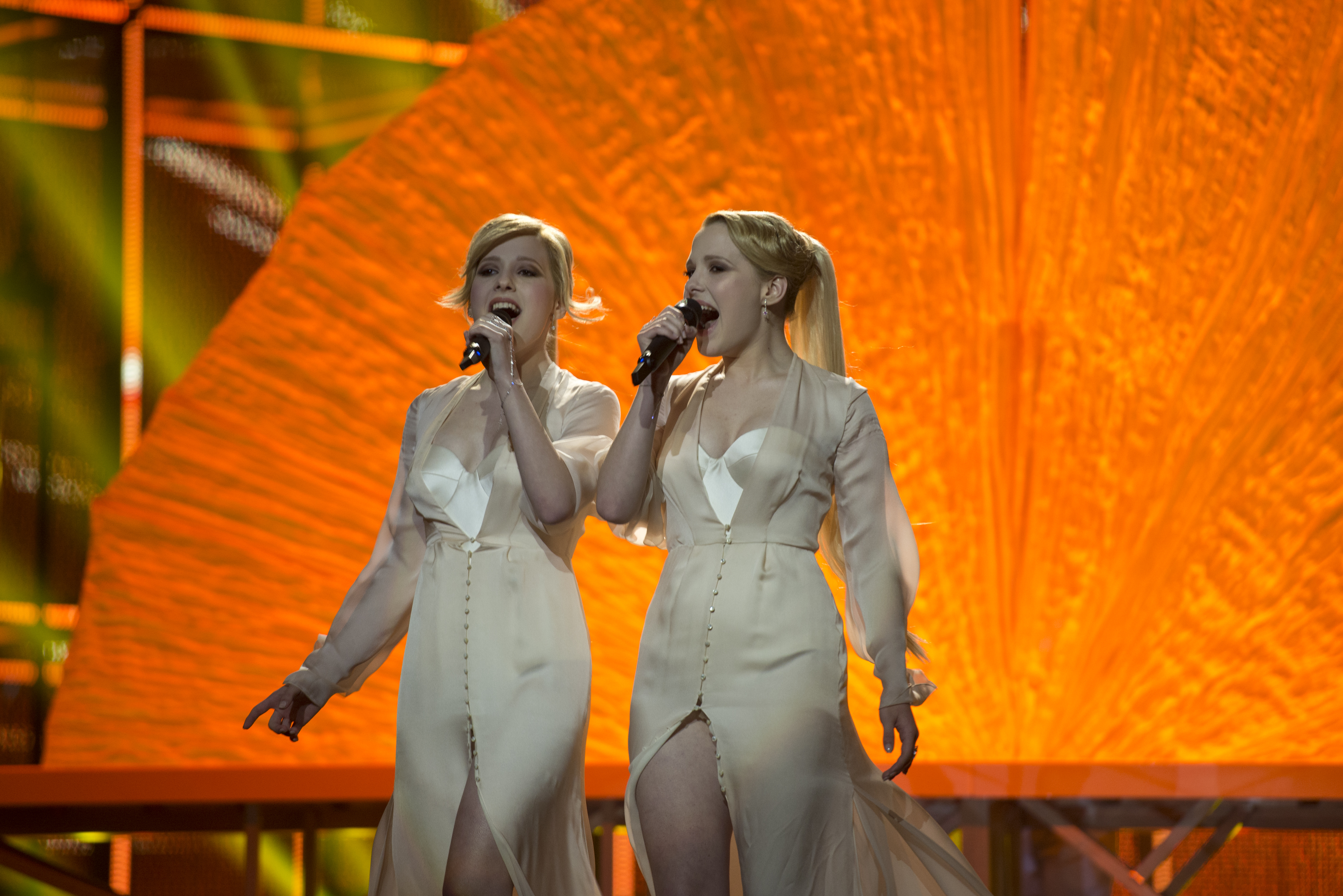
Tolmachevy Twins em Copenhaga (2014)
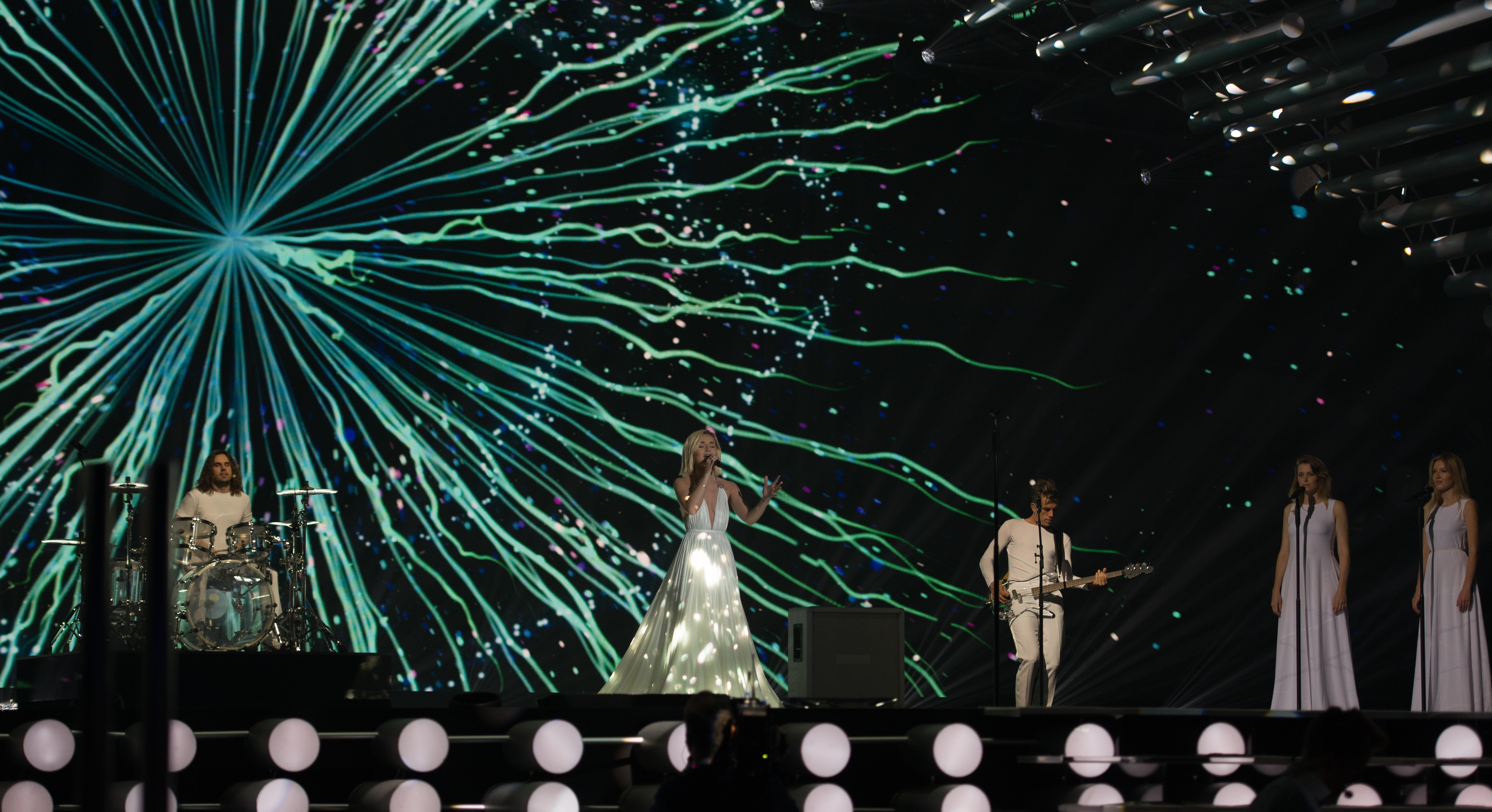
Polina Gagarina em Viena (2015)
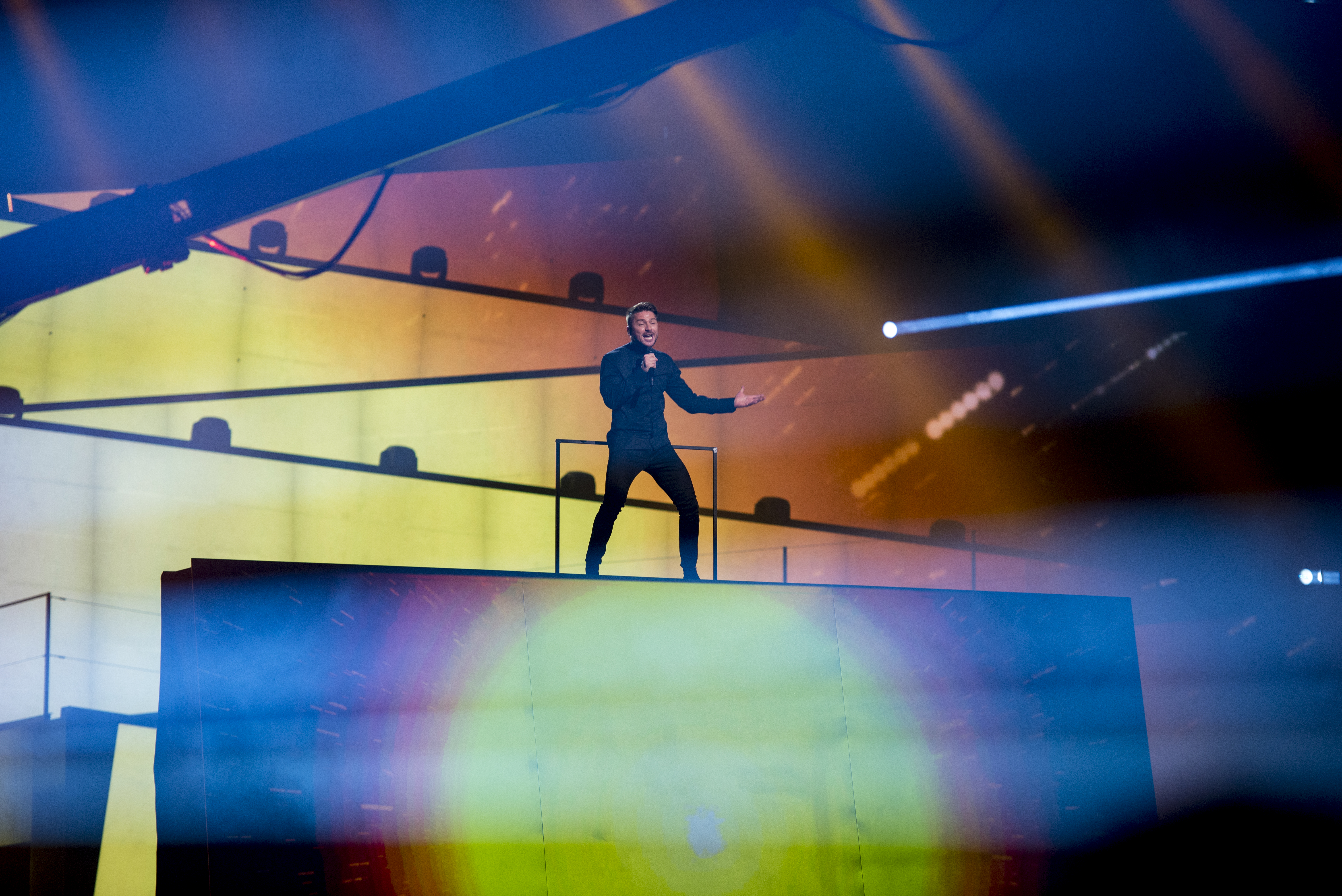
Sergey Lazarev em Estocolmo (2016)
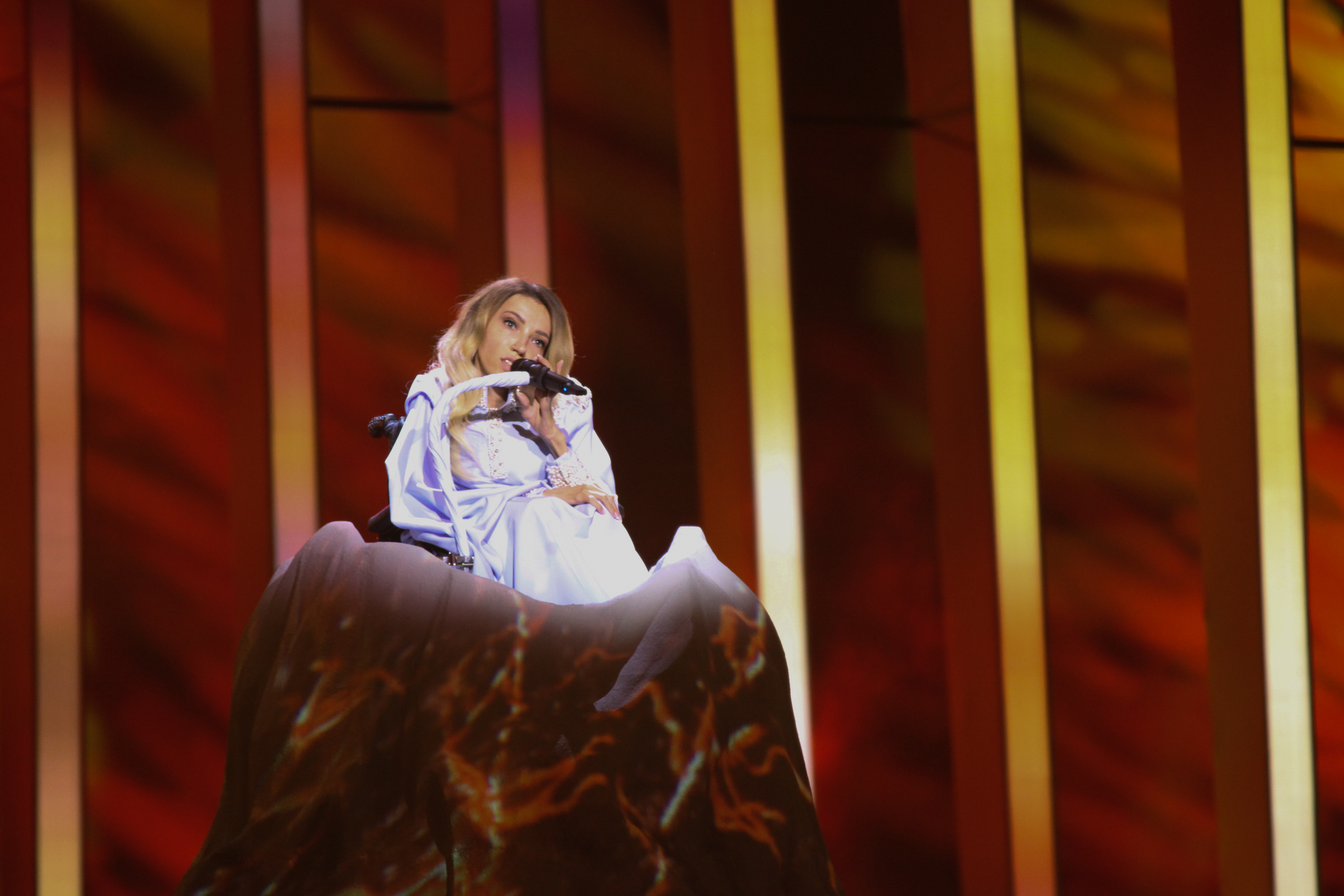
Julia Samoylova em Lisboa (2018)
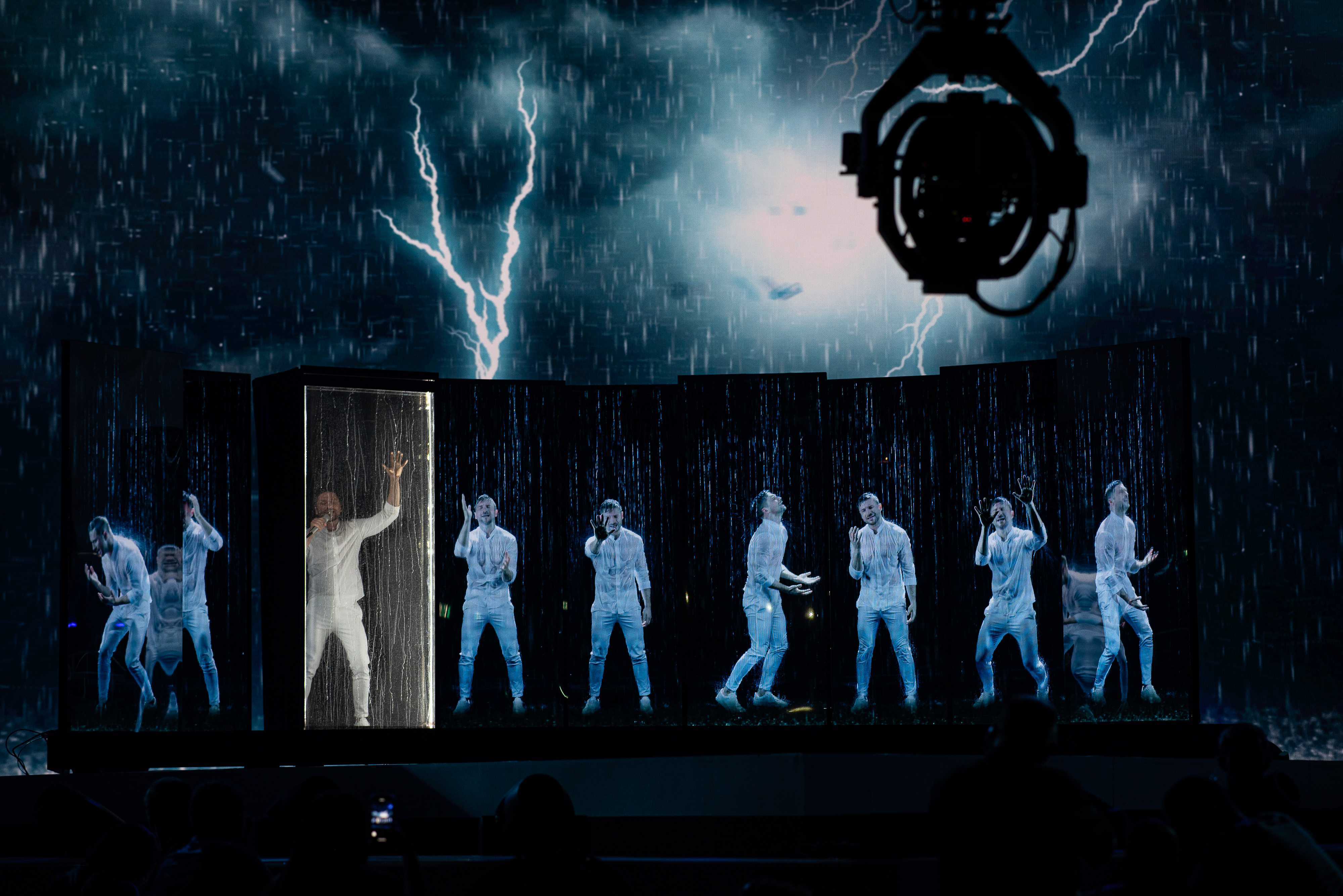
Sergey Lazarev em Tel Aviv (2019)
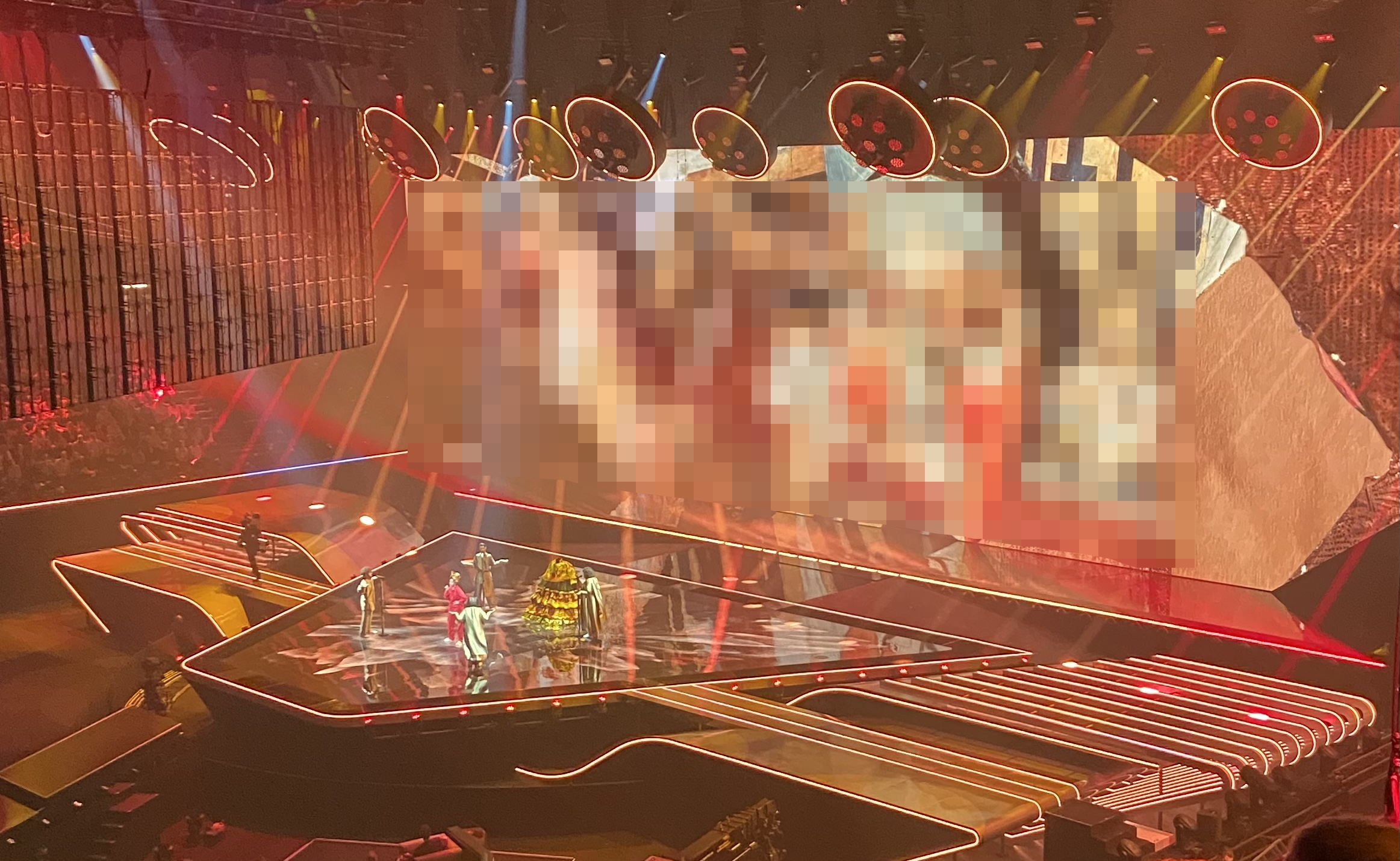
Manizha em Roterdão (2021)

## Participações
Legenda
     Vencedor
     2.º lugar
     3.º lugar
     Pontuação Nula ("Null Points")/Último Lugar
     Melhor classificação (fora do top 3)
     Qualificação para a final (fora do top 3)
     País-anfitrião
     Desclassificado
| 1º                            | Dublin 1994       | Youddiph              | "Vyechnyy strannik" (Вечный странник) Vagabundo eterno                              | Russo               | 9º                                         | 70                                         | Sem Semi-Finais                            | Sem Semi-Finais                            |
| 2º                            | Dublin 1995       | Philipp Kirkorov      | "Kolybelnaya dlya vulkan" (Колыбельная для вулкана) Canção de embalar para o vulcão | Russo               | 17º                                        | 17                                         | Sem Semi-Finais                            | Sem Semi-Finais                            |
|                               | Oslo 1996         | Andrej Kosinskij      | "Ja eto ja" (Я это я) Eu sou o que sou                                              | Russo               | Não se qualificou                          | Não se qualificou                          | 26º                                        | 14                                         |
| 3º                            | Dublin 1997       | Alla Pugacheva        | "Primadonna" (Примадонна)                                                           | Russo               | 15º                                        | 33                                         | Sem Semi-Finais                            | Sem Semi-Finais                            |
| Não participou em 1998 e 1999 |                   |                       |                                                                                     |                     |                                            |                                            |                                            |                                            |
| 4º                            | Estocolmo 2000    | Alsou                 | "Solo" Só                                                                           | Inglês              | 2º                                         | 155                                        | Sem Semi-Finais                            | Sem Semi-Finais                            |
| 5º                            | Copenhaga 2001    | Mumiy Troll           | "Lady Alpine Blue" A senhora de azul alpino                                         | Inglês              | 12º                                        | 37                                         | Sem Semi-Finais                            | Sem Semi-Finais                            |
| 6º                            | Tallinn 2002      | Prime Minister        | "Northern Girl" A Rapariga do Norte                                                 | Inglês              | 10º                                        | 55                                         | Sem Semi-Finais                            | Sem Semi-Finais                            |
| 7º                            | Riga 2003         | t.A.T.u.              | "Ne Ver', Ne Boysia" (Не верь, не бойся) Não confies, não temas                     | Russo               | 3º                                         | 164                                        | Sem Semi-Finais                            | Sem Semi-Finais                            |
| 8º                            | Istambul 2004     | Julia Savicheva       | "Believe Me" Acredita em Mim                                                        | Inglês              | 11º                                        | 67                                         | Top 11 no ano anterior                     | Top 11 no ano anterior                     |
| 9º                            | Kiev 2005         | Natalia Podolskaya    | "Nobody Hurt No One" Ninguém magoa ninguém                                          | Inglês              | 15º                                        | 57                                         | Top 12 no ano anterior                     | Top 12 no ano anterior                     |
| 10º                           | Atenas 2006       | Dima Bilan            | "Never Let You Go" Nunca te deixo ir                                                | Inglês              | 2º                                         | 248                                        | 3º                                         | 217                                        |
| 11º                           | Helsínquia 2007   | Serebro               | "Song#1" Canção número um                                                           | Inglês              | 3º                                         | 207                                        | Top 10 no ano anterior                     | Top 10 no ano anterior                     |
| 12º                           | Belgrado 2008     | Dima Bilan            | "Believe" Acredita                                                                  | Inglês              | 1º                                         | 272                                        | 3º                                         | 135                                        |
| 13º                           | Moscovo 2009      | Anastasia Prikhodko   | "Mamo" (Мамо) Mãe                                                                   | Russo & Ucraniano   | 11º                                        | 91                                         | País anfitrião                             | País anfitrião                             |
| 14º                           | Oslo 2010         | Peter Nalitch Band    | "Lost and Forgotten" Perdido e esquecido                                            | Inglês              | 11º                                        | 90                                         | 7º                                         | 74                                         |
| 15º                           | Düsseldorf 2011   | Alexey Vorobyov       | "Get You" Conseguir-te                                                              | Inglês & Russo      | 16º                                        | 77                                         | 9º                                         | 64                                         |
| 16º                           | Baku 2012         | Buranovskiye Babushki | "Party For Everybody" Festa Para Todos                                              | Udmurte & Inglês    | 2º                                         | 259                                        | 1º                                         | 152                                        |
| 17º                           | Malmö 2013        | Dina Garipova         | "What If" E se?                                                                     | Inglês              | 5º                                         | 174                                        | 2º                                         | 156                                        |
| 18º                           | Copenhaga 2014    | Tolmachevy Twins      | "Shine" Brilho                                                                      | Inglês              | 7º                                         | 89                                         | 6º                                         | 63                                         |
| 19º                           | Viena 2015        | Polina Gagarina       | "A Million Voices" Um milhão de vozes                                               | Inglês              | 2º                                         | 303                                        | 1º                                         | 182                                        |
| 20º                           | Estocolmo 2016    | Sergey Lazarev        | "You Are the Only One" Tu és a única                                                | Inglês              | 3º                                         | 491                                        | 1º                                         | 342                                        |
|                               | Kiev              | Yulia Somoylova       | "Flame Is Burning" A chama está a queimar                                           | Inglês              | Impedida pelo país anfitrião de participar | Impedida pelo país anfitrião de participar | Impedida pelo país anfitrião de participar | Impedida pelo país anfitrião de participar |
| 22º                           | Lisboa 2018 (63º) | Yulia Somoylova       | "I Won't Break" Eu Não Vou Desistir                                                 | Inglês              | Não se qualificou                          | Não se qualificou                          | 15º                                        | 65                                         |
| 22º                           | Tel Aviv 2019     | Sergey Lazarev        | "Scream" Grito                                                                      | Inglês              | 3º                                         | 369                                        | 6º                                         | 217                                        |
|                               | Roterdão 2020     | Little Big            | "Uno" Um                                                                            | Inglês & Castelhano | A edição não se realizou                   | A edição não se realizou                   | A edição não se realizou                   | A edição não se realizou                   |
| 24º                           | Roterdão 2021     | Manizha               | "Russian Woman" Mulher Russa                                                        | Russo & Inglês      | 9º                                         | 204                                        | 3º                                         | 225                                        |
| Expulsos da EBU               |                   |                       |                                                                                     |                     |                                            |                                            |                                            |                                            |

| Ano               | Artista               | Canção                 | Final             | Final             | Final             | Final             | Final             | Final             | Semi           | Semi           | Semi           | Semi           | Semi           | Semi           |
| Ano               | Artista               | Canção                 | Tlv.              | Pontos            | Júri              | Pontos            | Cl.               | Pontos            | Tlv.           | Pontos         | Júri           | Pontos         | Cl.            | Pontos         |
| ----------------- | --------------------- | ---------------------- | ----------------- | ----------------- | ----------------- | ----------------- | ----------------- | ----------------- | -------------- | -------------- | -------------- | -------------- | -------------- | -------------- |
| Moscovo 2009      | Anastasia Prikhodko   | "Mamo"                 | 8º                | 118               | 17º               | 67                | 11º               | 91                | País anfitrião | País anfitrião | País anfitrião | País anfitrião | País anfitrião | País anfitrião |
| Oslo 2010         | Peter Nalitch Band    | "Lost and Forgotten"   | 11º               | 107               | 15º               | 63                | 11º               | 90                | 4º             | 92             | 14º            | 41             | 7º             | 74             |
| Düsseldorf 2011   | Alexey Vorobyov       | "Get You"              | 7º                | 138               | 25º               | 25                | 16º               | 77                | 4º             | 93             | 16º            | 31             | 9º             | 64             |
| Baku 2012         | Buranovskiye Babushki | "Party For Everybody"  | 2º                | 332               | 11º               | 94                | 2º                | 259               | 1º             | 189            | 8º             | 75             | 1º             | 152            |
| Malmö 2013        | Dina Garipova         | "What If"              | 5º                | 6.84              | 10º               | 9.67              | 5º                | 174               | 2º             | 3.89           | 2º             | 3.74           | 2º             | 156            |
| Copenhaga 2014    | Tolmachevy Twins      | "Shine"                | 6º                | 132               | 13º               | 70                | 7º                | 89                | 6º             | 73             | 11º            | 57             | 6º             | 63             |
| Viena 2015        | Polina Gagarina       | "A Million Voices"     | 2º                | 286               | 3º                | 247               | 2º                | 303               | 1º             | 151            | 1º             | 167            | 1º             | 182            |
| Estocolmo 2016    | Sergey Lazarev        | "You Are the Only One" | 1º                | 361               | 5º                | 130               | 3º                | 491               | 1º             | 194            | 2º             | 148            | 1º             | 342            |
| Lisboa 2018 (63º) | Yulia Somoylova       | "I Won't Break"        | Não se qualificou | Não se qualificou | Não se qualificou | Não se qualificou | Não se qualificou | Não se qualificou | 11º            | 51             | 17º            | 14             | 15º            | 65             |
| Tel Aviv 2019     | Sergey Lazarev        | Scream"                | 4º                | 244               | 9º                | 126               | 3º                | 369               | 4º             | 124            | 7º             | 93             | 6º             | 217            |
| Roterdão 2021     | Manizha               | "Russian Woman"        | 8º                | 104               | 8º                | 100               | 9º                | 204               | 4º             | 108            | 2º             | 117            | 3º             | 225            |

## Apresentadores

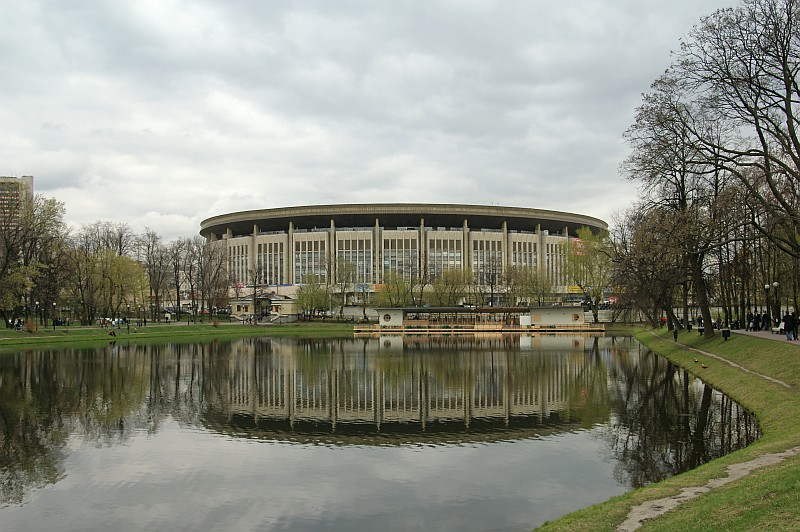
Olimpiisky Indoor Arena em Moscovo, sede do Festival Eurovisão da Canção 2009

| Ano  | Local   | Local                   | Apresentador(es)                                                           |
| ---- | ------- | ----------------------- | -------------------------------------------------------------------------- |
| 2009 | Moscovo | Olimpiisky Indoor Arena | Semi-final: Natalia Vodianova e Andrey Malahov; Final: Alsou e Ivan Urgant |

## Comentadores e porta-vozes
| Ano(s) | Comentador televisivo  | Segundo comentador                                       | Porta-voz            | Estação televisiva |
| ------ | ---------------------- | -------------------------------------------------------- | -------------------- | ------------------ |
| 1994   | Vadim Dolgachyov       | Sem segundo comentador                                   | Arina Sharapova      | RTR                |
| 1995   | Desconhecido           | Sem segundo comentador                                   | Marina Danielyan     | Piervy Kanal       |
| 1996   | Vadim Dolgachyov       | Sem segundo comentador                                   | Não participou       | RTR                |
| 1997   | Philipp Kirkorov       | Sergei Antipov                                           | Arina Sharapova      | Piervy Kanal       |
| 1998   | Sem transmissão        | Sem transmissão                                          | Não participou       | Sem transmissão    |
| 1999   | Aleksej Zhuravlev      | Tatjana Godunova                                         | Não participou       | Piervy Kanal       |
| 2000   | Aleksej Zhuravlev      | Tatjana Godunova                                         | Zhanna Agalakova     | Piervy Kanal       |
| 2001   | Alexander Anatolievich | Konstantin Mikhailov                                     | Larisa Verbickaya    | Piervy Kanal       |
| 2002   | Yuriy Aksuta           | Elena Batinova                                           | Arina Sharapova      | Piervy Kanal       |
| 2003   | Yuriy Aksuta           | Elena Batinova                                           | Yana Churikova       | Piervy Kanal       |
| 2004   | Yuriy Aksuta           | Elena Batinova                                           | Yana Churikova       | Piervy Kanal       |
| 2005   | Yuriy Aksuta           | Elena Batinova                                           | Yana Churikova       | Piervy Kanal       |
| 2006   | Yuriy Aksuta           | Tatjana Godunova                                         | Yana Churikova       | Piervy Kanal       |
| 2007   | Yuriy Aksuta           | Elena Batinova                                           | Yana Churikova       | Piervy Kanal       |
| 2008   | Dmitry Guberniev       | Olga Shelest                                             | Oxana Fedorova       | RTR                |
| 2009   | Yana Churikova         | Semi-finais — Aleksey Manuylov; Final — Philipp Kirkorov | Ingeborga Dapkunaite | Piervy Kanal       |
| 2010   | Dmitry Guberniev       | Olga Shelest                                             | Oxana Fedorova       | RTR                |
| 2011   | Yuriy Aksuta           | Yana Churikova                                           | Dima Bilan           | Piervy Kanal       |
| 2012   | Dmitry Guberniev       | Olga Shelest                                             | Oxana Fedorova       | RTR                |
| 2013   | Yuriy Aksuta           | Yana Churikova                                           | Alsou                | Piervy Kanal       |
| 2014   | Dmitry Guberniev       | Olga Shelest                                             | Alsou                | RTR                |
| 2015   | Yuriy Aksuta           | Yana Churikova                                           | Dmitry Shepelev      | Piervy Kanal       |
| 2016   | Dmitry Guberniev       | Ernest Matskyavichys                                     | Nyusha               | RTR                |
| 2017   | TBA                    | TBA                                                      | TBA                  | Piervy Kanal       |

## Maestros
| Ano(s) | Maestro                        |
| ------ | ------------------------------ |
| 1994   | Lev Zemlinski                  |
| 1995   | Mikhail Finberg                |
| 1996   | Não se qualificou para a final |
| 1997   | Rutger Gunnarsson              |
| 1998   | Não participou                 |

## Historial de votação
| Rússia deu mais pontos a: | Rússia deu mais pontos a: | Rússia deu mais pontos a: |
| Rank                      | País                      | Pontos                    |
| ------------------------- | ------------------------- | ------------------------- |
| 1                         | Arménia                   | 171                       |
| 2                         | Azerbaijão                | 147                       |
| 3                         | Ucrânia                   | 116                       |
| 4                         | Moldávia                  | 112                       |
| 5                         | Grécia                    | 102                       |

| Rússia recebeu mais pontos a: | Rússia recebeu mais pontos a: | Rússia recebeu mais pontos a: |
| Rank                          | País                          | Pontos                        |
| ----------------------------- | ----------------------------- | ----------------------------- |
| 1                             | Estónia                       | 227                           |
| 2                             | Bielorrússia                  | 199                           |
| 3                             | Moldávia                      | 195                           |
| 4                             | Letónia                       | 186                           |
| 5                             | Arménia                       | 181                           |

## Prémios Marcel Bezençon
Prémio Imprensa
| Ano  | Artista        | Canção                 | Resultado na final | Pontos | Anfitriã  |
| ---- | -------------- | ---------------------- | ------------------ | ------ | --------- |
| 2016 | Sergey Lazarev | "You Are the Only One" | 3º                 | 491    | Estocolmo |